# Gà móng hoang dã
Gà móng hoang dã (Opisthocomus hoazin) (tiếng Anh: Hoatzin) là một loài chim nhiệt đới được tìm thấy ở các đầm lầy, rừng ven sông và rừng ngập mặn của lưu vực sông Amazon và đồng bằng Orinoco ở Nam Mỹ. Chim non có các vuốt trên ngón cánh.
Nó là thành viên duy nhất của chi Opisthocomus (tiếng Hy Lạp cổ đại: "lông dài phía sau", chỉ về cái mào lớn của nó). Đây là chi duy nhất còn sinh tồn trong họ Opisthocomidae, bộ Opisthocomiformes. Vị trí phân loại của họ này vẫn còn gây tranh cãi giữa các chuyên gia, và vẫn còn mơ hồ.